# Shirley Stobs
Shirley Anne Stobs, née le 20 mai 1942 à Miami, est une nageuse américaine.

## Biographie
Aux Jeux olympiques d'été de 1960 à Rome, Shirley Stobs remporte la médaille d'or à l'issue de la finale du relais 4x100 mètres nage libre.